# R40 Live Tour
R40 Live Tour è il ventiduesimo e ultimo tour ufficiale della band canadese Rush.

## Storia
Tour celebrativo allestito per commemorare il quarantennale di attività a livello professionistico della band. La ricorrenza deve considerarsi simbolica dato che il 40º anniversario dei Rush, sia prendendo come riferimento la pubblicazione dell'album di debutto, che l'ingresso in formazione del batterista Neil Peart, va collocato nel 2014. La tournée non è abbinata alla pubblicazione di prodotti discografici, salvo un cofanetto di video live pubblicato nel novembre 2014, sempre nell'ambito delle commemorazioni per i quaranta anni di vita del gruppo, e chiamato anch'esso R40.
Come in tutti i tour dei Rush eseguiti da quello di supporto a Test for Echo in avanti, ogni concerto è strutturato in uno show di circa 3 ore con intervallo centrale, non sono previsti gruppi spalla di apertura. Questa formula viene denominata "An Evening with Rush".
L'itinerario comprende 35 esibizioni tra Stati Uniti e Canada. Secondo alcune dichiarazioni questo potrebbe essere l'ultimo “grande tour” intrapreso dal gruppo; in futuro si prospettano infatti itinerari molto più brevi e meno impegnativi. Stando a ulteriori dichiarazioni di Lifeson il gruppo con questo tour avrebbe concluso ogni attività: "Sono passati poco più di due anni dall'ultima tournée dei Rush. Non abbiamo in programma di effettuare altri tour o di registrare altro. Abbiamo praticamente finito. Dopo 41 anni, abbiamo sentito che era abbastanza.". Queste dichiarazioni hanno avuto una definitiva conferma in seguito alla morte di Neil Peart avvenuta nel gennaio 2020.
I concerti del 17 e 19 giugno di Toronto sono stati filmati in previsione della realizzazione di un album e video, che sono stati pubblicati nel novembre 2015. Gli allestimenti del palcoscenico, come sempre molto ricchi di effetti scenici, propongono in sequenza alcune delle vecchie scenografie utilizzate nei precedenti tour, coerentemente rispetto alla scaletta eseguita: in questo modo il palcoscenico si presenta via via sempre più scarno durante lo svolgimento dello show, fino a simulare una palestra scolastica alla fine dello spettacolo. Peart durante questo tour suona due kit diversi, sostituiti tra il primo ed il secondo set: nel primo suona uno strumento con una sola grancassa e dotata di percussioni elettroniche, nel secondo utilizza una batteria esclusivamente acustica dotata di doppia cassa (il batterista non utilizzava un kit con doppia cassa fin dai tempi del tour di Presto).
R40 Live Tour attira complessivamente un pubblico di circa 440.000 persone e registra un incasso di 37,8 milioni di dollari, affermandoso come il 26º tra i tour più redditizi del 2015, secondo la classifica annuale stilata da Pollstar.
Il Tourbook abbinato, comprende una raccolta di fotografie del gruppo, la discografia completa, informazioni tecniche relative all'organizzazione del tour e schede sui singoli componenti del trio, oltre che uno scritto di Peart sulle passate esperienze del gruppo.

## Formazione
- Geddy Lee – basso elettrico, voce, tastiere, bass pedals, chitarra elettrica
- Alex Lifeson – chitarra elettrica, chitarra acustica, bass pedals, cori
- Neil Peart – batteria, percussioni, percussioni elettroniche

### Altri musicisti
- Ben Mink: violino elettrico in Losing It, solo date del 19 giugno e 17 luglio
- Jonathan Dinklage: violino elettrico in Losing It, solo date del 27, 29 giugno e 1º agosto

## Scaletta
La scaletta, che include anche alcuni brani non suonati in concerto da molto tempo o addirittura mai eseguiti, è strutturata con una sequenza di brani posti in ordine cronologico: dai più recenti, estratti dall'ultimo album da studio Clockwork Angels, posti in apertura di concerto, fino a brani provenienti dall'album di debutto nel finale dello show; in chiusura viene eseguito un accenno di Garden Road, brano risalente ai primissimi anni di attività dei Rush e mai pubblicato come materiale ufficiale. Nella scaletta non sono comunque presenti brani estratti da tutti gli album del gruppo. In modo simile a quanto fatto durante il tour precedente, due assoli di batteria sono eseguiti in diversi punti dello spettacolo. A introdurre lo show un filmato animato dove vengono idealmente ripercorse le fasi della carriera del trio, chiamato The World Is....The World Is. Come introduzione della seconda parte dello spettacolo il filmato No Country for Old Hens vede la partecipazione dei tre Rush come attori. In chiusura un filmato (Exit Stage Left) dove vengono citate le copertine dei vari album.
La scaletta presenta varie piccole modifiche in ogni show, in modo tale da presentarsi in tre differenti versioni (Night A, Night B e Night C), alternate di serata in serata. In particolare il brano Clockwork Angels (Night A e C) viene sostituito da The Wreckers nella Night B; One Little Victory (Night A e C) viene alternata con How It Is (Night B); Distant Early Warning (Night A e C) viene scambiata con Between the Wheels (Night B). Durante la Night A viene inoltre eseguita Red Barchetta, nella B The Camera Eye, e nella C YYZ. La Night C vede infine l'aggiunta nella setlist di Natural Science. Nella data di apertura del tour con Night A i primi due pezzi sono stati eseguiti in ordine invertito. Nella seconda data suonata a Toronto, il 19 giugno, la setlist ha subìto varie modifiche: sono stati eseguiti brani della Night B e C (How It Is, Between the Wheels, YYZ, Natural Science) e suonata Losing It con Ben Mink ospite sul palco. In quella di Newark del 27 giugno, di New York del 29 e l'ultimo spettacolo del tour del 1º agosto a Los Angeles, Losing It è stata eseguita con Jonathan Dinklage al violino elettrico, sono state suonate rispettivamente la setlist B senza The Wreckers a Newark, la setlist A senza  Clockwork Angels a New York e Los Angeles.  A Vancouver, il 17 luglio, è stata eseguita la setlist C con Losing It (ospite al violino elettrico nuovamente Ben Mink), ancora eseguita in sostituzione di Clockwork Angels.
- Introduzione (filmato “The World Is....The World Is”)
- The Anarchist (eseguita dopo Clockwork Angels l'8 maggio)
- Clockwork Angels (Night A e C, non eseguita il 19, 29 giugno, 17 luglio e 1º agosto)
- The Wreckers (Night B, non eseguita il 27 giugno)
- Headlong Flight / Drumbastica (assolo di batteria 1)
- Far Cry
- The Main Monkey Business
- One Little Victory (Night A e C)
- How It Is (Night B e data del 19 giugno)
- Animate
- Roll The Bones
- Distant Early Warning (Night A e C)
- Between the Wheels (Night B e data del 19 giugno)
- Losing it (eseguita solo il 19, 27 e 29 giugno, 17 luglio e 1º agosto)
- Subdivisions

(intervallo)
- Introduzione (filmato “No Country for Old Hens”)
- Tom Sawyer
- Red Barchetta (Night A)
- The Camera Eye (Night B)
- YYZ (Night C e data del 19 giugno)
- The Spirit of Radio
- Natural Science (Night C e data del 19 giugno)
- Jacob's Ladder
- Hemispheres (Prelude)
- Cygnus X-1  (Prologue) / The Story So Far (assolo di batteria 2) / Cygnus X-1 (III)
- Closer to the Heart
- Xanadu
- 2112 (Overture, The Temples of Syrinx, Presentation e Grand Finale)
- bis: Introduzione (filmato “Mel's Rockpile”, con Eugene Levy)
- bis: Lakeside Park
- bis: Anthem
- bis: What You're Doing
- bis: Working Man / Garden Road (teaser)
- Outro (filmato “Exit Stage Left”)

## Date
Calendario completo del tour
| Data           | Città          | Paese                 | Luogo                         | Note                                                             |
| -------------- | -------------- | --------------------- | ----------------------------- | ---------------------------------------------------------------- |
| 8 maggio 2015  | Tulsa          | Stati Uniti d'America | BOK Center                    | Night A                                                          |
| 10 maggio 2015 | Lincoln        | Stati Uniti d'America | Pinnacle Bank Arena           | Night B                                                          |
| 12 maggio 2015 | Saint Paul     | Stati Uniti d'America | Xcel Energy Center            | Night C                                                          |
| 14 maggio 2015 | Saint Louis    | Stati Uniti d'America | Scottrade Center              | Night A                                                          |
| 16 maggio 2015 | Austin         | Stati Uniti d'America | Austin360 Amphitheatre        | Night B                                                          |
| 18 maggio 2015 | Dallas         | Stati Uniti d'America | American Airlines Center      | Night C                                                          |
| 20 maggio 2015 | Houston        | Stati Uniti d'America | Toyota Center                 | Night A                                                          |
| 22 maggio 2015 | New Orleans    | Stati Uniti d'America | Smoothie King Center          | Night B                                                          |
| 24 maggio 2015 | Tampa          | Stati Uniti d'America | Amalie Arena                  | Night C                                                          |
| 26 maggio 2015 | Atlanta        | Stati Uniti d'America | Verizon Wireless Ampitheater  | Night A                                                          |
| 28 maggio 2015 | Greensboro     | Stati Uniti d'America | Greensboro Coliseum           | Night B                                                          |
| 30 maggio 2015 | Bristow        | Stati Uniti d'America | Jiffy Lube Live Amphitheatre  | Night C                                                          |
| 8 giugno 2015  | Columbus       | Stati Uniti d'America | Nationwide Arena              | Night A                                                          |
| 10 giugno 2015 | Buffalo        | Stati Uniti d'America | First Niagara Center          | Night B                                                          |
| 12 giugno 2015 | Chicago        | Stati Uniti d'America | United Center                 | Night C                                                          |
| 14 giugno 2015 | Auburn Hills   | Stati Uniti d'America | The Palace                    | Night A                                                          |
| 17 giugno 2015 | Toronto        | Canada                | Air Canada Centre             | Night A registrazioni per R40 Live album e video                 |
| 19 giugno 2015 | Toronto        | Canada                | Air Canada Centre             | scaletta modificata registrazioni per R40 Live album e video     |
| 21 giugno 2015 | Montréal       | Canada                | Bell Centre                   | Night A                                                          |
| 23 giugno 2015 | Boston         | Stati Uniti d'America | TD Garden                     | Night B                                                          |
| 25 giugno 2015 | Filadelfia     | Stati Uniti d'America | Wells Fargo Center            | Night C                                                          |
| 27 giugno 2015 | Newark         | Stati Uniti d'America | Prudential Center             | Night B con scaletta modificata                                  |
| 29 giugno 2015 | New York       | Stati Uniti d'America | Madison Square Garden         | Night A con scaletta modificata                                  |
| 9 luglio 2015  | Kansas City    | Stati Uniti d'America | Sprint Center                 | Night B                                                          |
| 11 luglio 2015 | Denver         | Stati Uniti d'America | Pepsi Center                  | Night C                                                          |
| 13 luglio 2015 | Salt Lake City | Stati Uniti d'America | Maverik Center                | Night A                                                          |
| 15 luglio 2015 | Calgary        | Canada                | Scotiabank Saddledome         | Night B                                                          |
| 17 luglio 2015 | Vancouver      | Canada                | Rogers Arena                  | Night C con scaletta modificata                                  |
| 19 luglio 2015 | Seattle        | Stati Uniti d'America | Key Arena                     | Night B                                                          |
| 21 luglio 2015 | Portland       | Stati Uniti d'America | Moda Center                   | Night A                                                          |
| 23 luglio 2015 | San Jose       | Stati Uniti d'America | SAP Center                    | Night C                                                          |
| 25 luglio 2015 | Las Vegas      | Stati Uniti d'America | MGM Grand Garden Arena        | Night A                                                          |
| 27 luglio 2015 | Phoenix        | Stati Uniti d'America | US Airways Center             | Night B                                                          |
| 30 luglio 2015 | Irvine         | Stati Uniti d'America | Verizon Wireless Amphitheater | Night C                                                          |
| 1º agosto 2015 | Inglewood      | Stati Uniti d'America | The Forum                     | Night A con scaletta modificata registrazioni per R40 Live album |

## Documentazione
Riguardo al R40 Live Tour sono reperibili le seguenti testimonianze audio, video e cartacee: 
- R40 Live, album live del 2015.
- R40 Live, video concerto del 2015.
- R40 Tourbook